# Massimo Guerra
Massimo Guerra (Jesolo, 26 luglio 1969) è un cestista italiano.

## Carriera
Guardia di 192 centimetri, Guerra è stato un veterano del campionato di basket di serie A. Cresciuto nelle file della Reyer Venezia, ha giocato con Pallacanestro Trieste, Montecatini, Pozzuoli, Jesi, Andrea Costa Imola, Messina e Rieti.
Nel 2004 con la Nuova Sebastiani Rieti ha ottenuto una promozione in Legadue e vinto la Coppa Italia di serie B.
Nella stagione 2006-07 fa parte del roster della Pepsi Caserta, squadra di Legadue.
Nella stagione 2007-08 è stato il capitano della Reyer Venezia, nel girone A della serie B d'Eccellenza maschile ma dopo un poco favorevole avvio di stagione è stato sostituito nel ruolo di capitano da Mauro Sartori, e il 28 dicembre 2007 è passato alla Dinamo Sassari, in Legadue, tesserato come rinforzo in seguito all'infortunio di Giacomo Devecchi, per poi concludere la stagione a Trieste.
Nell'agosto 2008, per la prima volta scende in C Dilettanti (ex serie C1) accordandosi con un contratto biennale con l'Edicom Rovigo ambiziosa formazione neopromossa dalla C2 Veneto. Vestirà quindi la casacca bianco blu per le stagioni 08-09 e 09-10.
Ad inizio stagione 09-10 lascia Rovigo, causa un lodo sui mancati pagamenti dei rimborsi e si accasa allo Jesolo San Donà, formazione di A Dilettanti alla disperata ricerca di giocatori per completare la squadra. Guerra si avvicina a casa ma non può compiere il miracolo di salvare la squadra dalle retrocessione e dal successivo fallimento.
Nella stagione 2010-11 chiude con il basket agonistico, si ritira in favore del suo lavoro di commerciante, giocando in CSI con il Benfica Mestre (Vicecampione regionale dove segna anche 60 punti in una gara) e con gli Over 40 di San Donà di Piave, squadra con la quale si qualifica al secondo posto in Italia nel Campionato Italiano Master 2010-11.
Nel 2012 ha assunto l'incarico di capo allenatore del Basket Club Jesolo, partendo dal campionato di Promozione fino ad arrivare a quello di serie C gold. Contemporaneamente ha lavorato anche con il settore giovanile.
Il 22 dicembre 2018 esordisce in serie B come allenatore, sulla panchina dell'Alfa Catania, nella sconfitta contro Caserta. In seguito allena per un biennio a Oderzo.
Dall’inizio della stagione 2022/2023 allena al Basket Riviera. Gioca anche con la formazione UISP.